# فریده نصیری
فریده نصیری (زاده ۱۳۱۷ در قائم‌شهر) بازیگر سینما و تئاتر ایران است. مادر وی ملیحه نصیری از بازیگران قدیمی سینما بود.

## فیلمشناسی
- آقا مهدی کله‌پز (۱۳۵۲)
- شاطر عباس (۱۳۵۰)
- عزیز قرقی (۱۳۵۰)
- شهر هرت (۱۳۴۹)
- قهوه‌خانه قنبر (۱۳۴۸)
- مردان روزگار (۱۳۴۸)
- به امید دیدار (۱۳۴۷)
- بی‌گناهی در شهر (۱۳۴۷)
- داش احمد (۱۳۴۶)
- دختر طلا (۱۳۴۶)
- کلاه نمدی (۱۳۴۵)
- ترانه‌های روستائی (۱۳۴۳)
- دختران با معرفت (۱۳۴۳)
- زندگی دوزخی (۱۳۴۳)
- عروس فرنگی (۱۳۴۳)
- مسیر رودخانه (۱۳۴۳)
- آن‌ها زندگی را دوست داشتند (۱۳۴۲)
- با معرفت‌ها (۱۳۴۲)
- طلاق (۱۳۴۲)
- قربانی هوس (۱۳۴۲)
- لاشخورها (۱۳۴۲)
- مسافری از بهشت (۱۳۴۲)
- دختران حوا (۱۳۴۰)
- آینه تاکسی (۱۳۳۹)
- حاجی جبار در پاریس (۱۳۳۹)
- عروس کدومه (۱۳۳۸)
- فرشته وحشی (۱۳۳۸)
- آقای اسکناس (۱۳۳۷)
- شاباجی خانم (۱۳۳۷)

## نمایش‌ها
- حساب زندگی
- خسیس
- عشق پیری
- محلل